# Mansour Dao
Mansour Dao Ibrahim, llamado a veces Dao o Dau, es un expolítico libio. Fue una figura prominente en el régimen de Muamar el Gadafi, sirviendo como su jefe de seguridad al momento de la Batalla de Sirte y la muerte de Gadafi al final de la Guerra de Libia de 2011. Dao fue el líder de la Guardia Popular.
Huyó con Gadafi durante la Batalla de Trípoli, de la capital de Libia. También la BBC reportó que podría haber ido a Agadez y Niamey en Níger y que no había hecho la larga travesía con Gadafi. El 20 de octubre de 2011 Dao fue capturado en Sirte, tras ser herido después de un ataque aéreo de la OTAN que destruyó el convoy en que él iba con Gadafi, siendo custodiado por luchadores rebeldes de Misurata, mientras su jefe era ejecutado por sus captores. En el New York Times se publicó que 2 días antes de que fuera a Sirte en agosto, tomó la decisión de permanecer leal a Gadafi. Dao negó su rol en la represión a las protestas durante la guerra.